# Hodgson-Nunatak
Der Hodgson-Nunatak ist ein Nunatak im westantarktischen Ellsworthland. Im Hudson-Gebirge ragt er 8 km südlich des Teeters-Nunatak und 30 km nordwestlich des Mount Moses auf.
Der United States Geological Survey kartierte ihn anhand eigener Vermessungen und Luftaufnahmen der United States Navy aus den Jahren von 1960 bis 1966. Das Advisory Committee on Antarctic Names benannte ihn 1968 nach Ronald A. Hodgson, Bauarbeiter auf der Byrd-Station im Jahr 1966.